# اردوگاه مرزی

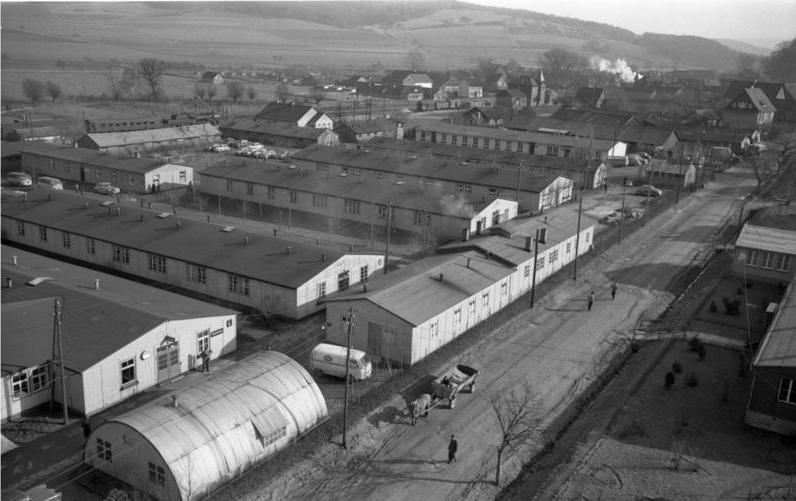
اردوگاه مرزی فریدلند

اردوگاه‌های مرزی (آلمانی: Grenzdurchgangslager)برای اسکان جمعی پناهندگان یا آوارگان مناطق پیشین شرقی آلمان و SBZ یا بعداً GDR از سال ۱۹۴۵ به بعد بودند.
این پناهندگان ابتدا قبل از توزیع در مناطق اشغال کننده میزبان و بعداً ایالت‌های فدرال در این اردوگاه‌ها اسکان داده می‌شدند. بزرگترین اردوگاه مرزی، اردوگاه گذرگاه مرزی فریدلند در نیدرزاکسن بود که با عبور ۳٫۶ میلیون پناهنده همراه بود. دفاتر دیگر برپاشدن اردوگاه موقت مرزی در هوف موشندرف ایالت بایرن، ویزاو، فورت ایم والد و پیندینگ بودند.
تا سال ۱۹۵۵، اینگونه اردوگاه‌ها همچنین ایستگاه‌هایی برای بازگشت اسرای جنگی آلمانی از اتحاد جماهیر شوروی بودند.